# Tesseropora rosea
Tesseropora rosea, el percebe rosado es una especie de percebe que se encuentra en el este y sur de Australia y Sudáfrica.
El exterior duro es de color gris a blanquecino con cuatro placas de concha. Los ejemplares más grandes muestran un color rosado. El tamaño es de 20 milímetros de ancho a 12 milímetros de alto. El hábitat son las costas rocosas expuestas, desde los niveles de marea alta hasta una profundidad de 58 metros. La dieta es plancton y pequeñas partículas. Este percebe puede tolerar fuertes olas.   